# Gazella
Gazella é um gênero de mamíferos bovídeos que reúne pequenos antílopes da África e da Ásia, de pernas longas e chifres espiralados, presentes em ambos os sexos. O gênero faz parte da tribo Antilopini, subfamília Antilopinae, da família dos bovídeos.
As gazelas vivem em manadas e têm um temperamento nervoso e assustado. Os filhotes são muito vulneráveis contra os predadores. Quando pequenas, as gazelas não têm cheiro. Com essa vantagem, os pais escondem sua cria num pasto mais alto, dificultando a ação dos predadores. São animais extremamente velozes, podendo chegar aos 70 km/h. Têm boa visão e uma excelente audição.

## Etimologia
"Gazela" é oriundo do árabe gazaiâ.

## Espécies
Essas são as espécies reconhecidas:
- Gazella arabica — Gazela-árabe
- Gazella bennettii — Gazela-indiana
- Gazella cuvieri — Gazela-de-cuvier
- Gazella dorcas — Gazela-dorcas
- Gazella gazella — Gazela-da-montanha
- Gazella leptoceros — Gazela-branca
- Gazella marica — Gazela-árabe-do-deserto
- Gazella spekei — Gazela-de-speke
- Gazella subgutturosa — Gazela-persa